# Невежин, Тимофей Онисимович

Памятник Тимофею Невежину работы А. И. Козырева, существовал в 1964—1990 годах.

Тимофей Онисимович Невежин (род. 1630-е или 1640-е, Невьянская слобода, Тобольский разряд) — слободчик Царёва городища, основатель города Кургана.

## Биография
Об основателе города Кургана Тимофее Онисимовиче Невежине сохранилось немного сведений.
Согласно переписи стольника Льва Мироновича Поскочина 1683 года: «Тимошка Онисимов сказал: родился в Верхотурском уезде в Невьянской слободе и жил в Далматовом монастыре за вклад. И во 187 году велено ему на Цареве Городище стороить слободу.» (7187 год от сотворения мира соответствует 1678/1679 году). В то время Невьянская слобода входила в состав Верхотурского уезда Тобольского разряда, подчинённого до 1637 года приказу Казанского дворца, а с 1637 года — Сибирскому приказу; ныне село Невьянское — административный центр Невьянской сельской администрации муниципального образования Алапаевское Свердловской области. Во всех документах до указа от 30 декабря 1701 года (10 января 1702 года) представители низших сословий писались полуименем (например, Тимошка, а не Тимофей). До публикации в 2001 году С. В. Трофимовым и Ю. В. Коноваловым переписи Л. М. Поскочина в исторической литературе писали о том, что Невежин был выходцем из тюменских крестьян.
С 1649 года он выполнял всякую монастырскую работу в Далматовском Свято-Успенском мужском монастыре, без денежного и хлебного жалования.
7 сентября 1651 года к монастырю неожиданно подошли 100 воинов царевичей Девлет-Гиреея и Кучука, разграбили и пожгли монастырь, убили трёх старцев и 17 человек монастырских служек и увели с собой 20 человек. Весть обо всем происшедшем принесли один старец и мальчик, бежавший из плена. Позднее нашли ещё четырёх спрятавшихся монастырских служек. Основатель и строитель монастыря старец Далмат отсутствовал в это время в монастыре.
В августе 1662 года Сары Мерген с отрядом около двух тысяч человек разгромил слободы по р. Исети (Барневскую, Мехонскую), разрушили Катайский острог, первые поселения Далатова монастыря — слободу Служнюю, Нижне Ярскую деревню. Как отмечено в «Древней рукописи из архивных актов» «…не осталось целым и Далматова монастыря зданий, между тем, как стянулись сюда полки ратных людей из Тобольска, монастырь в крайности покинутый иноками Уже без защиты, варварами не оставлен даже в развалинах, но по сожжению сравнен с землею».
В переписных книгах стрелецкого головы Кирилла Дохтурова 1662 года Тимофей Анисимов упоминается в числе монастырских детёнышей.
В 1671 году Тимофею Анисимову и его жене Настасье Родионовой по указу преосвященнейшего Корнилия, митрополита Сибирского и Тобольского была дана вкладная, о чём была сделана соответствующая запись во вкладной книге: «им быть впредь в обители. И поить, и кормить, и одевать, и обувать монастырским казенным платьем, а захотят и постришись, и их, Тимофея и с женою его постриши безденежно, за те их прежние труды».
В 1674 году в монастырь был назначен строитель Никон. По его распоряжению вкладные, выданные в 1671 г., были объявлены подложными и их владельцы были изгнаны из монастыря. Пострадавший от этого Тимофей Анисимов в числе поверенных вкладчиков был отправлен в Тобольск в поисках правды. В 1674 году к строителю Никону от митрополита Корнилия приходит грамота с указанием не обижать вкладчиков. В 1675 году игумен Афанасий получает память от митрополита Корнилия из Тобольска: выслать старца Никона на очную ставку с Тимошкой Анисимовым, представлявшем интересы обманутых вкладчиков. Однако последующие события свидетельствуют о том, что отношения Никона с вкладчиками не наладились. Через несколько лет на него было совершено нападение пашенных крестьян Митки и Спирки Никитиных. В 1676 году суд встал на сторону челобитчиков и постановил в наказной памяти: «Никону впредь строителем быть не велят, потому, будучи он в строителях, в монастырской казне учинил хитрость большую и всякие дела делал без братского ведома и вкладчикам и крестьянам и бобылям налога и обиды чинил». Спирке Никитину который ножом резал старца Никона, в Тобольске учинено градское наказание: бит кнутом. Суд учел, что братья содержались в тюремном заключении до очной ставки со старцем Никоном, и отпустил их из Тобольска, оставив их по-прежнему за монастырем. При этом особо оговаривалось: «и чтобы наветом их здесь не изгонять и натуги и обиды не чинить и зла им никакого места прежней грубости не помнить».
Существуют разные точки зрения о дате основания города Кургана. Существует мнение, что Слобода Царево Городище поселена жителями в 1635 году. Но все сходятся на том, что его основателем был Тимофей Невежин. Осенью 1662 года Тобольский воевода князь Иван Андреевич Хилков направил в Верхотурье грамоту, которая предписывала в слободах Царево Городище, Мехонской и Барневской «с громленных крестьян оброчного хлеба не брать… а пожженные велеть застроить». Много лет датой основания Кургана считался 1662 год. В соответствии с решением Курганской городской Думы от 16 сентября 2009 года № 255 «О дате основания города Кургана» датой основания Кургана считается 1679 год.
После подачи челобитной тобольскому воеводе, в которой испрашивалось разрешение на строительство слободы, Невежин был наделен правом привлекать «охочих людей», желающих здесь поселиться. Подробные сведения о первопоселенцах слободы Царево Городище содержатся в переписи Л. Поскочина 1683 года. Устроителями нового поселения были слободчик Тимошка Онисимов, кузнец-бронник Ивашко Леонтьев сын Половников и семь беломестных казаков: Онтонка Федоров сын (Кропивин), Ондрюшка Терентьев сын Баскаков, Мишка Родионов сын Хромой, Ганка Микитин сын Кайгародов, Микишка Леонтьев сын Седов, Гришка Васильев сын Байбарин, Васька Варламов сын Черепанов. По данным переписи Льва Мироновича Поскочина в слободе было 50 дворов (40 в самой слободе и 10 в деревне Курганской на реке Тоболе), в которых проживало 124 человека мужского пола (100 в слободе и 24 в деревне), из них 70 человек были детьми до 15 лет (в переписи учитывалось только население, платившее подати; женский пол поэтому не учитывался).
Первое упоминание о слободчике Тимофее Онисимове как о Невежине содержится в Наказной памяти, выданной в 1680—1681 гг. слободчику Белоярской-Иковской слободе Кондрату Кондратьеву сыну Замятину. В ней сказано, что строить слободу следует «промеж слободы Белозерской слободчика Стенки Нестерова, да промеж слободы Царева Городища Тимошки Невежина».
Слободчик Тимофей Невежин упоминается в указе царя Фёдора III Алексеевича от 21 (31) августа 1680 года.
Борьбу со старообрядцами Тимофей Невежин, вероятно, считал своей обязанностью, о чём написал 11 (21) мая 1682 года тобольскому воеводе. В Отписке тобольского воеводы князя Алексея Андреевича Голицына тюменскому воеводе Тимофею Григорьевичу Ртищеву о появившейся в Утяцкой слободе Тобольского уезда раскольниках, датируемую 1681—1682 гг., сообщается, что «В ныненшнем во 190 году, маия в 11 день писал в Тоболеск ко мне с товарыщи Тоболской слободы Царева-Городища слободчик Тимошка Невежин: в нынешнем де во 190 году Утяцкие слободы от Федки Иноземцова обвели объезжую дорогу мимо Царева-Городища и объезжают всякие люди; и сбираются к нему старцы и белцы с женами и с детми с Тюмени, из Кецкого остогу, из Мехонской слободы расколщики и раздорщики, и ко святой божьей церкви и ко отцам духовным не ходят, и всякие богохульные речи испущают и в дома свои духовных отцов не пущают…». В декабре 1682 года отряд «тюменских служивых людей, литвы и конных казаков» во главе с Петром Титовым сыном Текутьевым окружил Утяцкую слободу. Во время штурма старообрядцы подвергли себя массовому самосожжению. Семь старцев были схвачены живыми, увезены в Тобольск.
В июле 1686 года вместо Тимофея Невежина в документах уже фигурирует приказчик слободы Царево Городище Григорий Шарыгин. В этом же 1686 году новым приказчикрм слободы Царево Городище стал сын боярский Петр Спиридонов. В сохранившихся документах Невежин больше не упомянут.
В конце XVII столетия в слободе Царево Городище излучистый берег Тобола, или «Арбинский (в некоторых документах Алгинский) Яр», состоящий из песка и глины, начал обваливаться, что представляло опасность строениям. В связи с этим в 1695 году большая часть жителей переселилась на место нынешнего города. Часть жителей отнесли свои дома от берега, ближе к Цареву Кургану, и переименовали селение в деревню Курганскую. В ведомости администрации Ялуторовского дистрикта, составленной 11 (22) января 1749 года говорится: «… Деревня Курганская расстоянием от оного Царева Кургана пять верст. При оной Курганской деревне не иметца городового строения, надолбов, рогаток и рву, токма иметца примерно расстоянием около полуверсты пустой город, лежащий в столбах от Тобола-реки до Чёрного Займища…». Старая крепость имела очень большие по тому времени размеры: около восьмисот метров вдлину, при ширине полкилометра, то есть она занимала площадь примерно около 50 гектаров.

## Мельница Т. Невежина
Из всех известных фактов биографии слободчика нет ни одного, когда бы он самостоятельно вел крестьянское хозяйство, в приложении к его имени ни в одном документе нет слова «крестьянин».
Согласно переписи стольника Льва Мироновича Поскочина 1683 года у Тимошки Онисимова пашни и сенных покосов нет. Советский краевед из деревни Старый Просвет Евгений Семенович Селетков, после изучения в госархиве Курганской области описания земель почётного гражданина и купца 1-й гильдии Н. Ф. Мясникова в «Полевом межевом журнале» 1840 года, писал: «…слободчиком Тимофеем Невежиным была поставлена мельница на речке Чёрный Ик в Илецком бору, в 15-16 верстах от слободы Царево Городище не позднее 1670 года». Этот же документ точно указывает местонахождение плотины и мельницы. Ныне близ этой плотины стоит кордон «Шух» Курганского лесхоза. Одна из дорог, идущих к остаткам мельницы, вымощена довольно большими гранитными глыбами.

## Семья
В 1660-е гг. Т. Невежин женился на Настасье Родионовой дочери, выполнявшей в монастыре дворцовую и всякую работу.
Согласно переписи стольника Льва Мироновича Поскочина 1683 года у Тимошки Онисимова есть дети: Оска четырёх лет, Овдокимко году.

### Возможные родственники
В сохранившихся документах не прослеживаются потомки слободчика Тимофея Невежина. Его дети могли быть записаны как Онисимовы, Слободчиковы, Тимофеевы. Так, в 1710 г. Осип Слободчиков 30 лет с семьей отмечен в д. Арбинской, которая в административном подчинении относилась к Царекурганской слободе.
Идентифицировать основателя города Кургана с кем-либо из жителей Верхотурского уезда пока не удалось. Прозвания с корнем «Невеж-» не относится к числу широко распространенных в XVII в.
Известные случаи применения слова «Невеж-» в именах и фамилиях:
- В 1641 году стрельцом тюменских конных казаков был Невежка Сергеев[19].
- В переписи Л. М. Поскочина 1683 года есть Митка Михайлов сын Невежин, родился он на Тюмени, стрелецкий сын. В Исецком остроге служил в драгунах со 184-го (1675/1676) году.
- В 1708 году в деревне Кондиной, относящейся к Мехонской слободе, проживал крестьянин Иван Тимофеев сын Невежин с сыном Герасимом.
- В 1719 году в деревне Боровлянской Красноярской слободы (ныне Пышминский район Свердловской области) жил крестьянин Василий Клементьев сын Невежин, 50 лет[20].

## Память

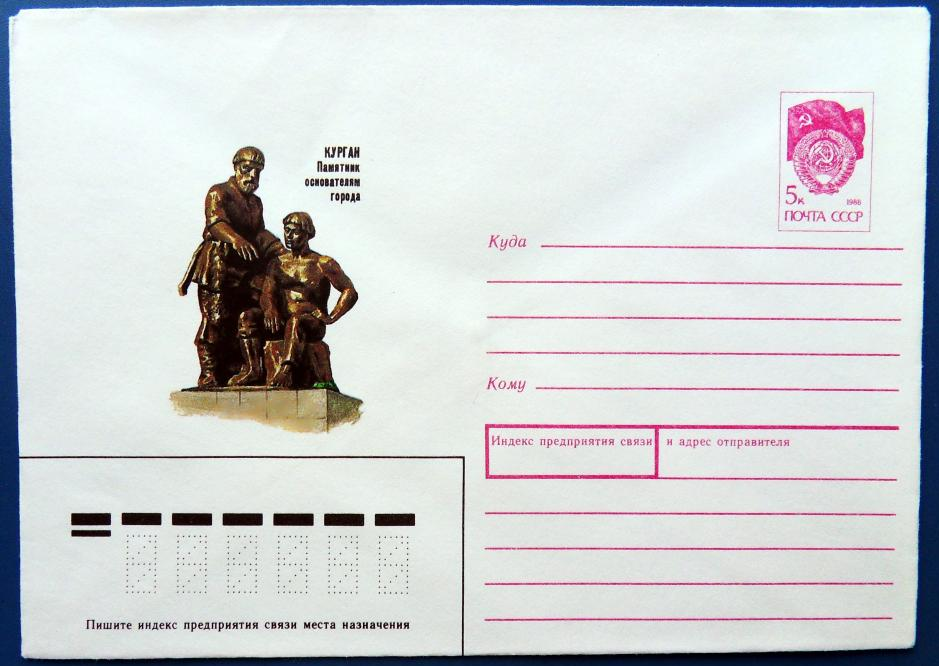
Почтовый конверт СССР

- В 1962 году в честь 300-летия Кургана 1-я Межевая улица в посёлке завода колёсных тягачей имени Д. М. Карбышева была переименована в улицу Тимофея Невежина.
- В июне 1964 года в сквере на привокзальной площади был воздвигнут памятник основателям Кургана, выполненный в бетоне скульптором Анатолием Ивановичем Козыревым. На памятнике значилась дата основания города: 1662 год. В 1990 году Советским райисполкомом г. Кургана было принято решение реставрировать памятник, поскольку он пришел в негодность. Памятник был демонтирован, но из-за повышения цен реставрация отложена на неопределенный срок. Памятник был вывезен на 3-ю дистанцию гражданских сооружений (НГЧ-3) Курганского отделения железной дороги, впоследствии утилизирован.
- 27 декабря 1990 года выпущен почтовый художественный маркированный конверт с Памятником основателям города Кургана работы А. И. Козырева.
- 25 августа 2017 года, в День города в Кургане на площади им. Слосмана открыт памятник Тимофею Невежину[21] (установлен 23 марта 2017 года), высота — 5 метров. Высота памятника с постаментом 10 метров, фигура из бронзы, постамент из гранита — 55°26′27″ с. ш. 65°19′12″ в. д.HGЯO. Почти полгода памятник стоял накрытый брезентом. Скульптура Ольги Юрьевны Красношеиной «Тимофей Невежин — основатель города Кургана» заняла первое место в Международном конкурсе скульптуры (сезон «2016-лето») на Кипре.
- 6 сентября 2018 года памятник Тимофею Невежину работы О. Ю. Красношеиной с надписью «Го, пацаны, я создал!» нарисован на телекоммутационном шкафу, расположенном у здания Главного управления Центрального Банка Российской Федерации по Курганской области, ул. Ленина, 36, со стороны ул. Гоголя[22] — 55°26′30″ с. ш. 65°20′40″ в. д.HGЯO. Идея создать арт-объект принадлежит Денису Чумаку; автор эскиза Сергей Мажуга; художник-исполнитель Светлана Кирш.
- 30 марта 2022 года киностудия «CompactTV» в рамках своего проекта «Мульти История» выпустила мультипликационный фильм «Как Невежин Курган построил?»[23][24].